# Temple d'Hefest

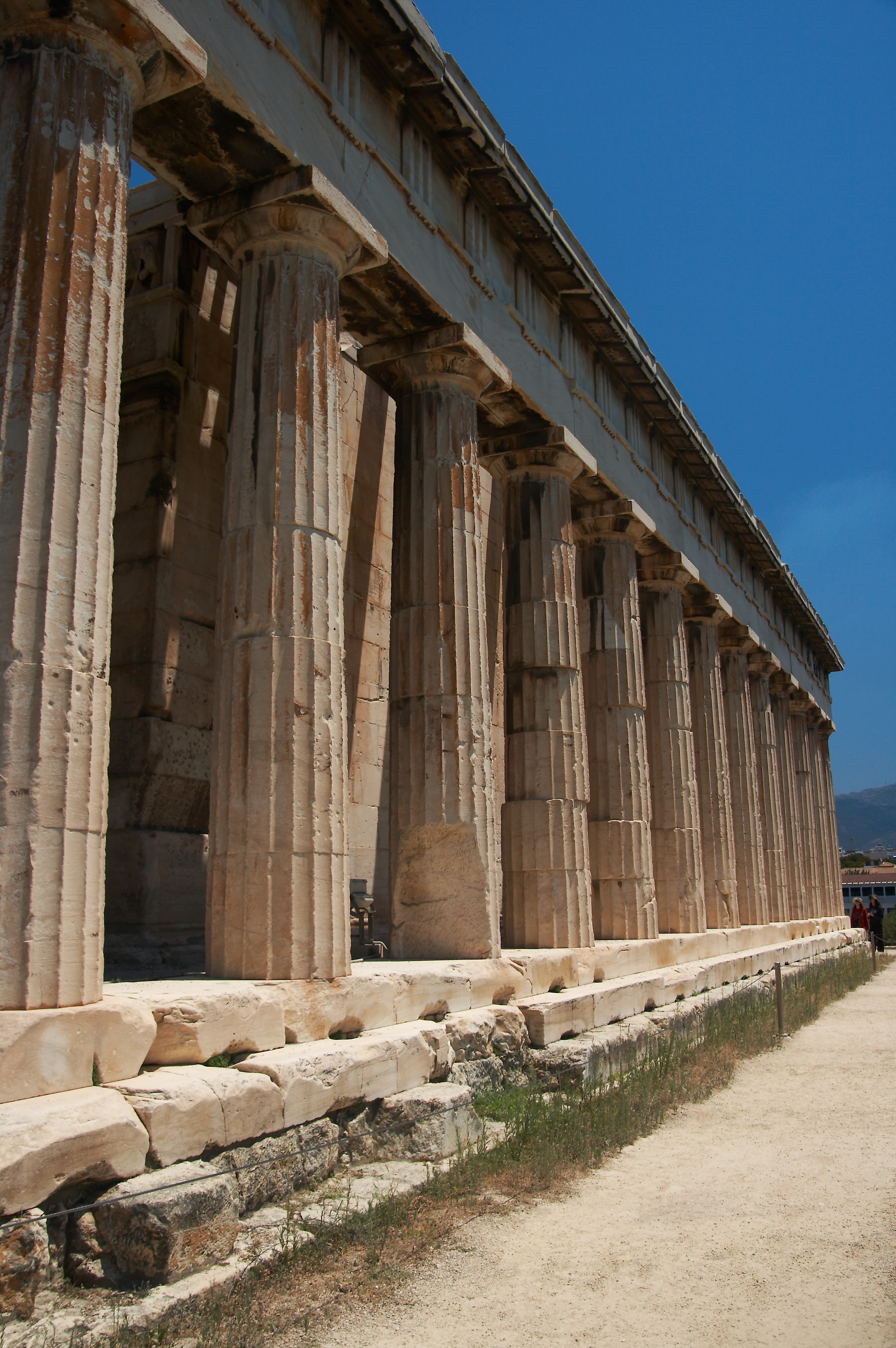
Costat sud del temple

El temple d'Hefest (en grec: Ναός Ηφαίστου) és un temple dòric perípter dedicat a Hefest i a Atena, situat al nord-est de l'àgora d'Atenes, al cim del pujol de Kolonos Agoraios. Des del segle vii fins al 1834, va servir d'església ortodoxa grega amb el nom de Sant Jordi Akamates.

## Construcció

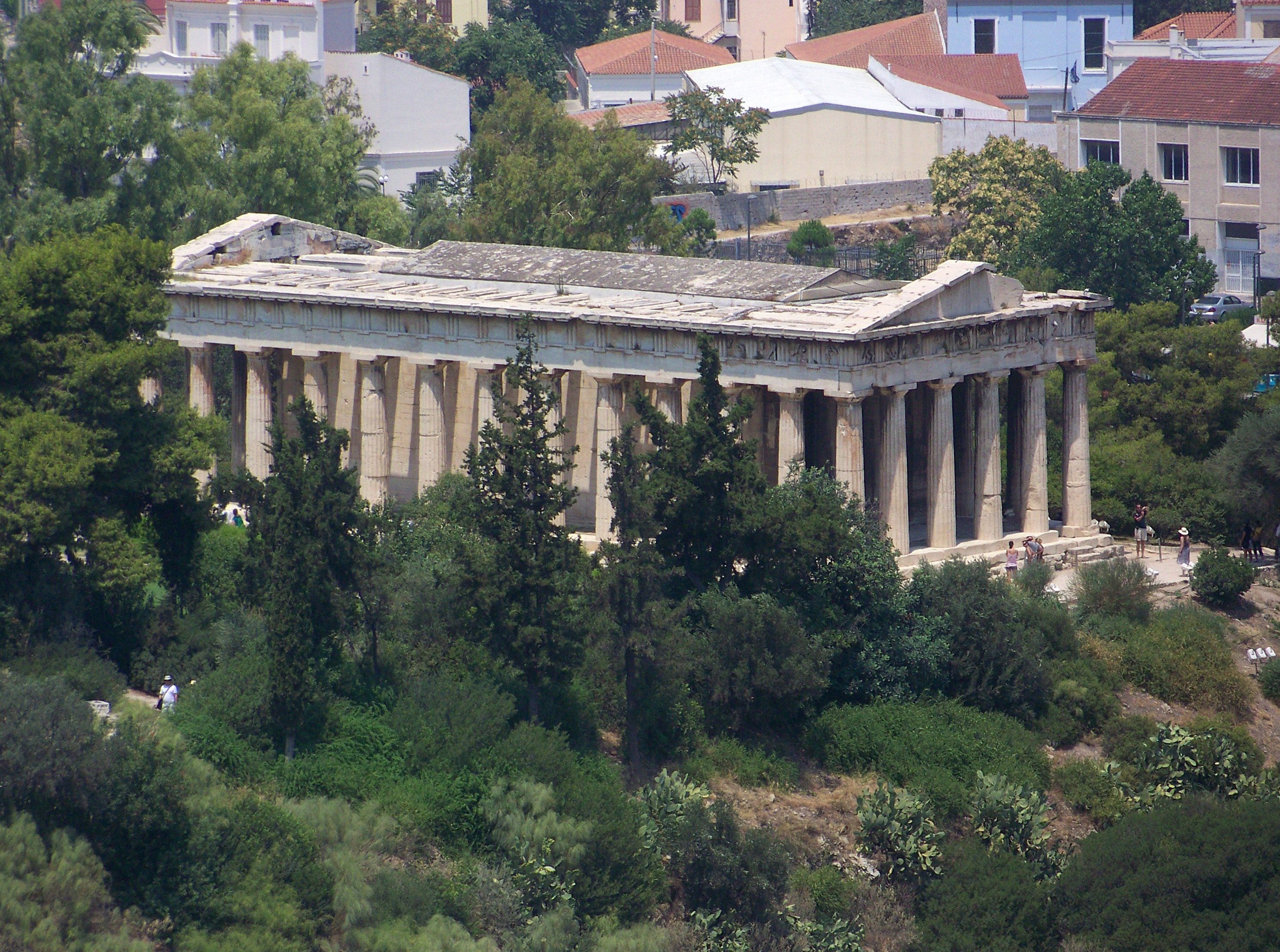
El temple d'Hefest a l'àgora d'Atenes

Després de la Batalla de Platea, els grecs havien jurat de no tornar a reconstruir els santuaris destruïts pels perses durant la invasió de Grècia, sinó de deixar-los en ruïnes, com un perpetu record de la ferocitat bàrbara. Els atenencs concentraren llurs esforços en la reconstrucció de l'economia i l'enfortiment de la influència atenesa a la lliga de Delos. Quan Pèricles arribà al poder, va concebre un ambiciós projecte per fer d'Atenes un gran centre de poder i de cultura grecs. El temple d'Hefest a l'àgora era per demostrar la riquesa de la tradició atenenca, com a testimoni de l'ordre dòric, ben present en tot el conjunt de mètopes i estàtues.
La construcció del temple començà el 449 aC, però no el finiren fins al 415 aC, probablement perquè també s'estaven duent a terme les construccions dels monuments de l'acròpoli. El fris occidental es va acabar entre el 445 i el 440 aC, mentre que l'oriental, el frontó oest i diverses modificacions de l'interior de l'edifici daten del 435 al 430 aC. No és fins a la pau de Nícies, del 421 al 415 aC, que es va acabar el sostre i es van instal·lar les estàtues de culte. Finalment, va ser inaugurat el 416/415 aC.

## Descripció

### Arquitectura

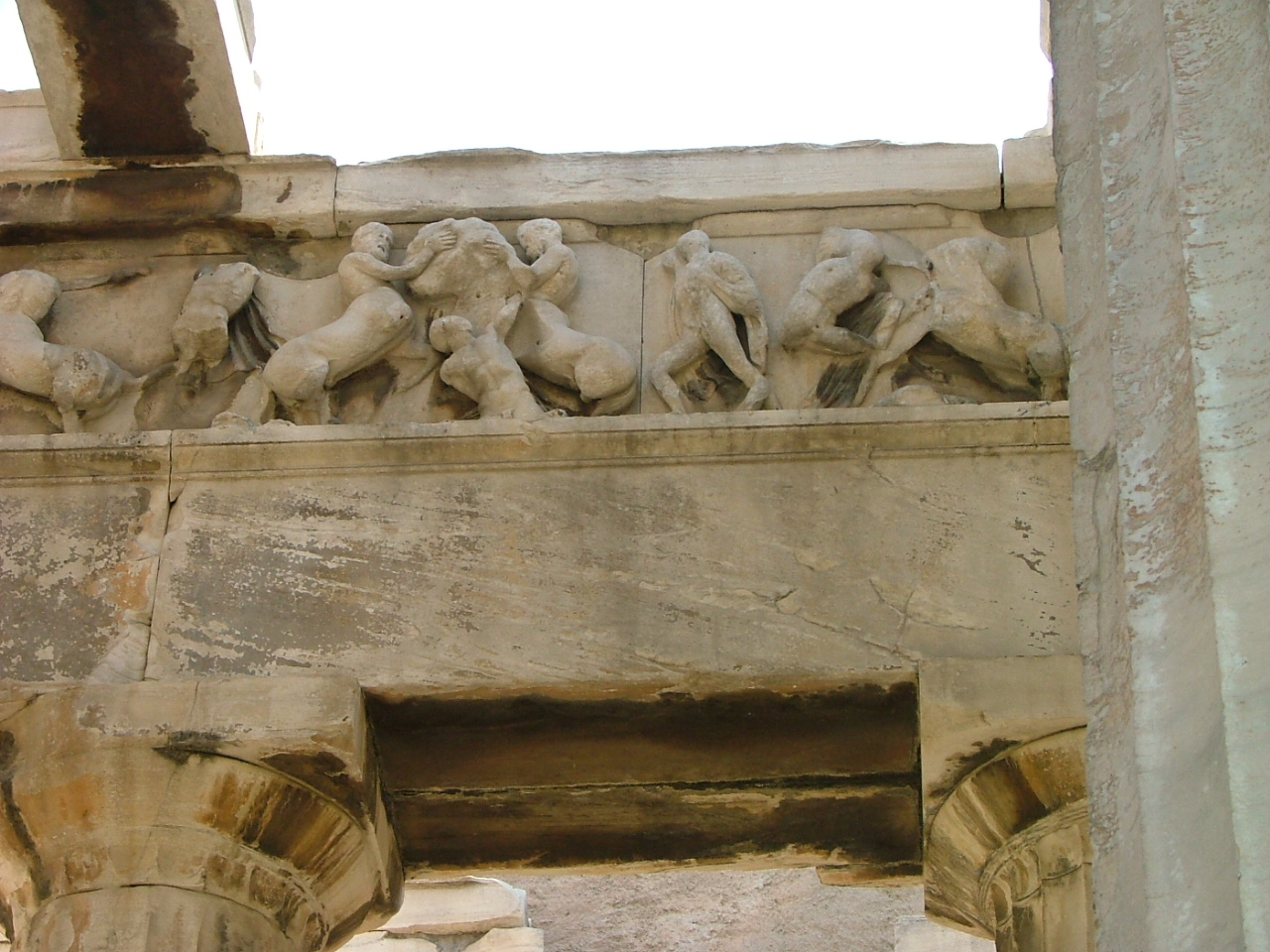
Fris jònic

No se'n coneix el nom de l'arquitecte. El material que varen emprar era marbre pentèlic, tret de la primera marca de krepidoma, que és calcari i les escultures decoratives, per a les quals es va utilitzar el marbre de Paros, més preuat. Les mides del temple són de 31,776 m per 13,708, amb sis columnes a les façanes est i oest i tretze columnes als costats.
L'edifici té un prónaos, una cambra principal de culte a les imatges dels déus (naos o cel·la) i un opistòdom. L'alineament de l'avantnaos sobre la tercera columna lateral del peristil és una característica única per a un temple del segle v aC. També hi ha una columnata dòrica a l'interior amb cinc columnes als costats nord i sud, i tres a les extremitats.

### Escultures
Les escultures decoratives posen en evidència la riquesa de la barreja dels dos estils, dòric i jònic, en la construcció del temple. El pronaos i l'opistòdom són ornats amb frisos jònics (mescla d'ordres segurament inspirat pel Partenó). El fris est, el del pronaos, mostra combats, interromput per dos grups simètrics de tres divinitats assegudes en unes roques. El fris oest, el de l'opistòdom, mostra la batalla dels centaures i els làpites, tot i que no hi són present les dones làpites i els mobles que designen normalment el banquet de noces de Pirítous.
La reconstrucció dels temes dels frontons és difícil a causa de la fragmentació dels vestigis conservats fins a l'actualitat: una interpretació antiga deia que hi havia el naixement d'Erictoni al frontó est, i d'Hèracles davant de Tetis a l'oest. Altres teories suggereixen que el frontó oest va ser consagrat de nou a la batalla entre els centaures i els làpites, mentre que el frontó representava la deïficació d'Hèracles i l'entrada de l'heroi a l'Olimp.

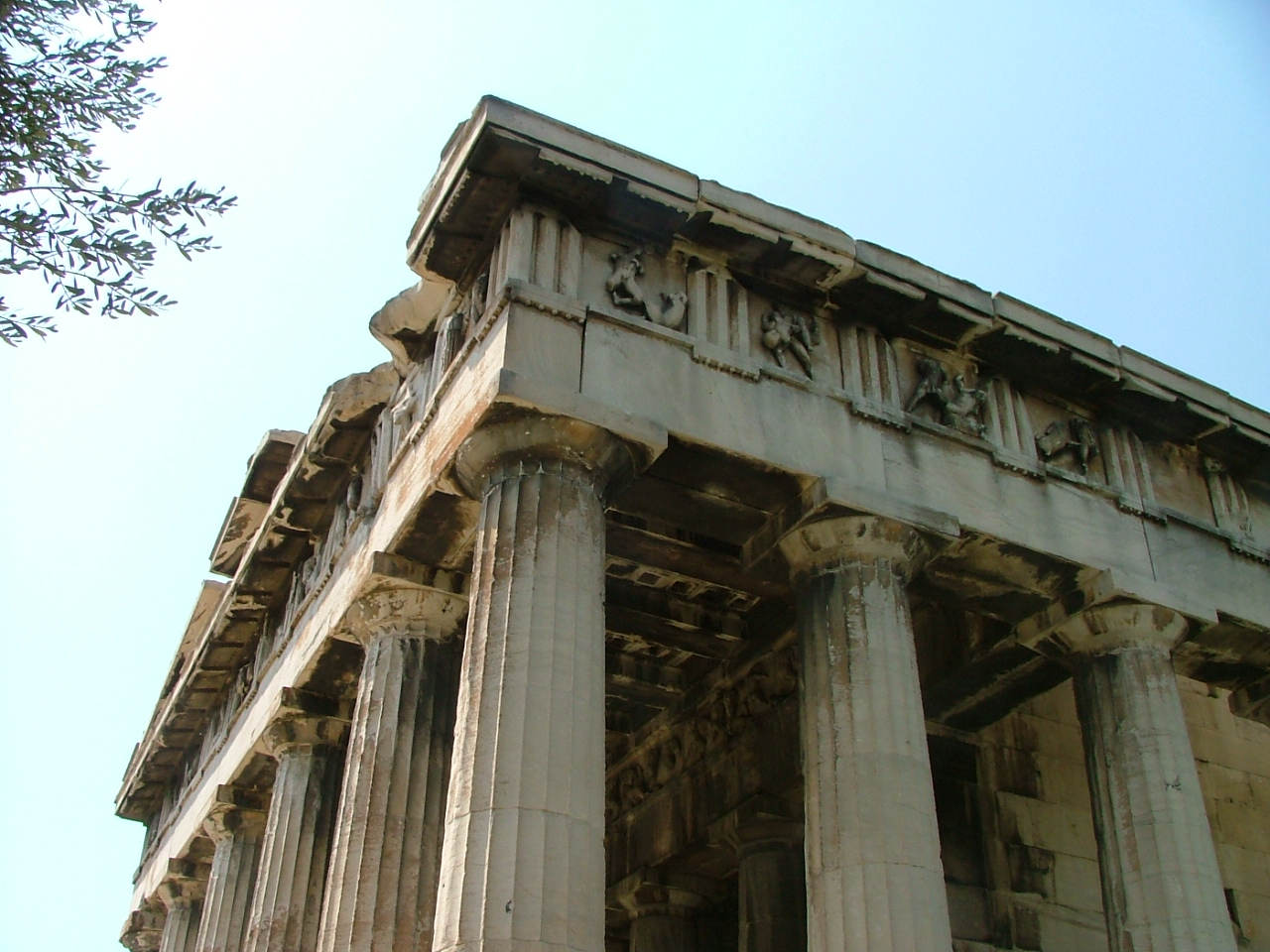
Mètopes i tríglifs

Només 18 de les 68 mètopes del temple d'Hefest eren esculpides, la resta probablement eren pintades. Les deu mètopes del costat est representen els treballs d'Hèracles, les quatre orientals als costats nord i sud representen les proeses de Teseu.
Segons Pausànias, el temple protegia les estàtues de bronze d'Atena i d'Hefest. Una inscripció de comptes menciona els pagaments entre el 421 aC i 415 aC de dues estàtues de bronze, però no en precisa el nom de l'escultor.

### Història del temple
Al segle iii aC, es van plantar arbres i els arbusts al voltant del temple, i fins i tot s'hi creà un petit jardí.
Al segle vii, el temple va ser transformat en una església ortodoxa, dedicada a sant Jordi, i emprat com a lloc de sepultura per als no ortodoxos europeus del segle xix, entre els quals molts filohel·lènics que varen donar llurs vides per la Guerra d'independència de Grècia (1821-1830). Entre aquells que van ser-hi enterrats es troba John Tweddel, amic de lord Elgin. El 1834 el primer rei de Grècia, Otó I, fou oficialment acollit en aquest lloc. Otó I ordenà que l'edifici fos convertit en museu, estatus que tingué fins al 1934, data en què tornà a ser un monument, i a partir de la qual s'hi començaren recerques arqueològiques.
De vegades, al temple d'Hefest se l'anomena Teseion (Θησείο "Theseio"), perquè en temps de l'Imperi Romà d'Orient es creia que els ossos de Teseu hi estaven enterrats. De fet, uns presumptes ossos de Teseu es van enterrar al segle v aC en un lloc proper de l'Acròpoli, portats per Cimó II de l'illa de Skiros, després de les guerres Mèdiques (469 aC), ja que un oracle havia ordenat el 476 aC que es portessin els ossos de Teseu des de l'illa a Atenes.
Una rèplica a escala reduïda d'aquest temple es troba als Volksgarten de Viena, prop del palau imperial de Hofburg.

## Imatges

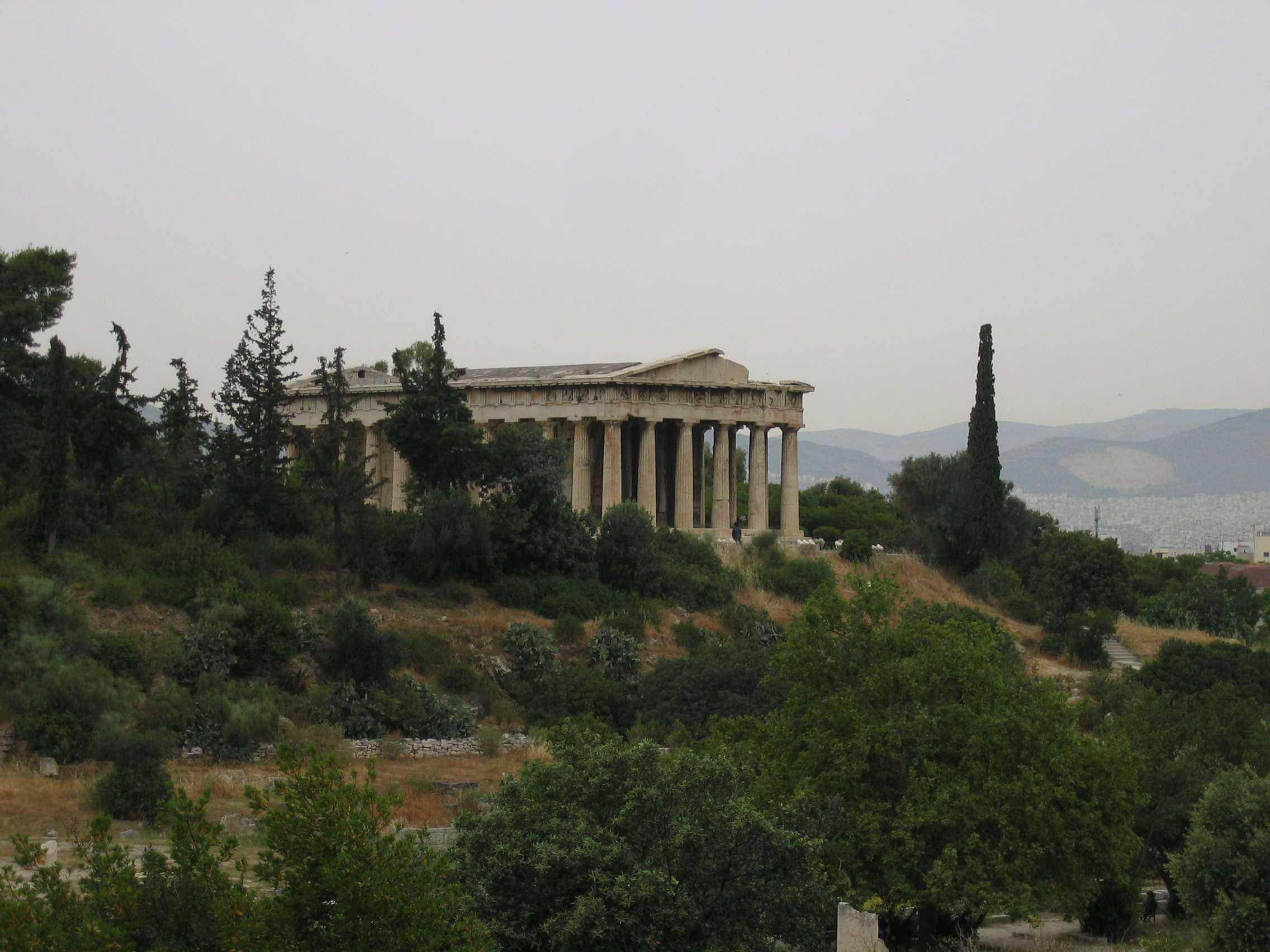
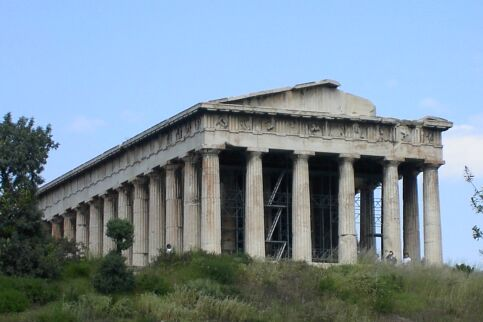
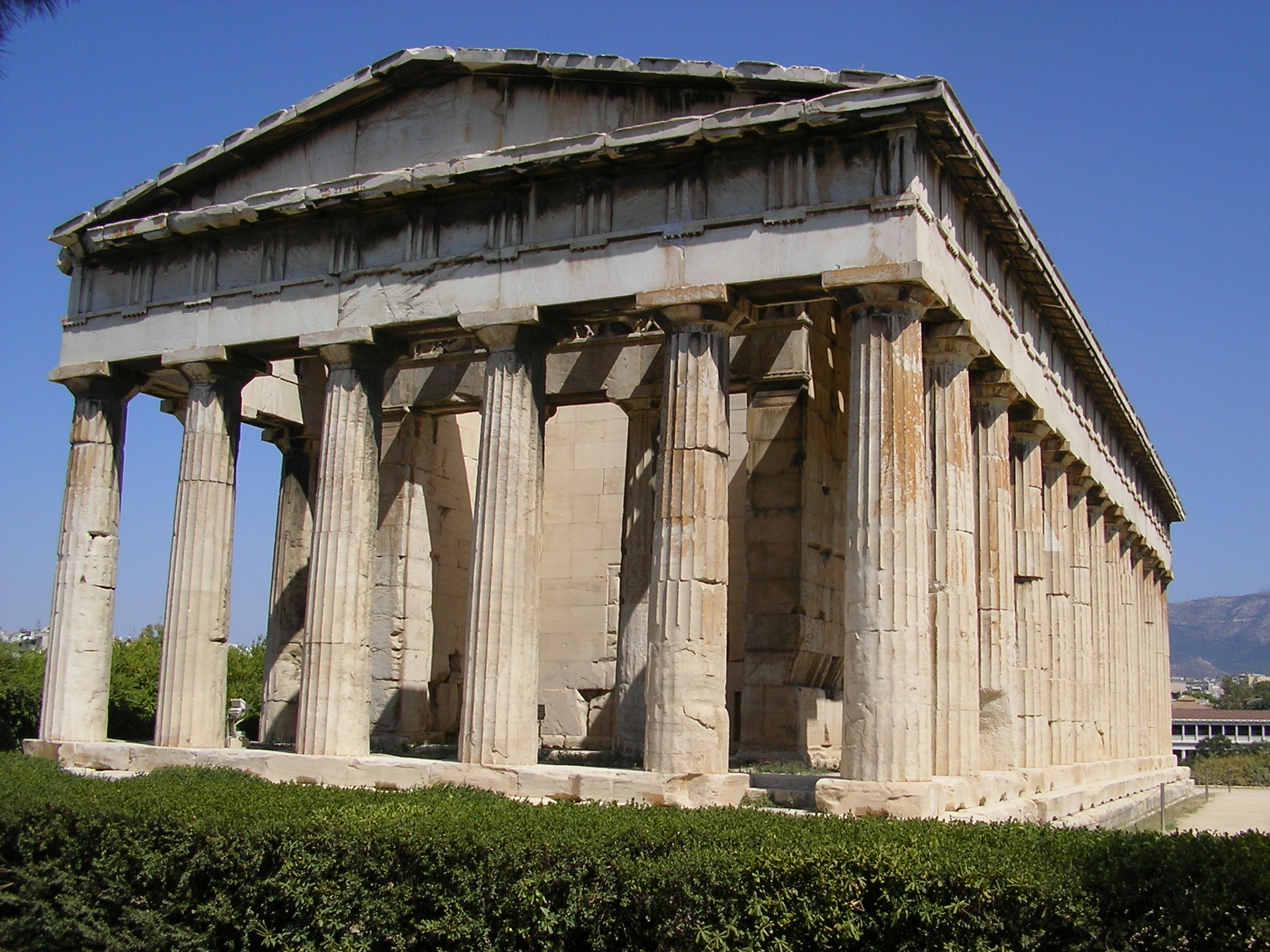
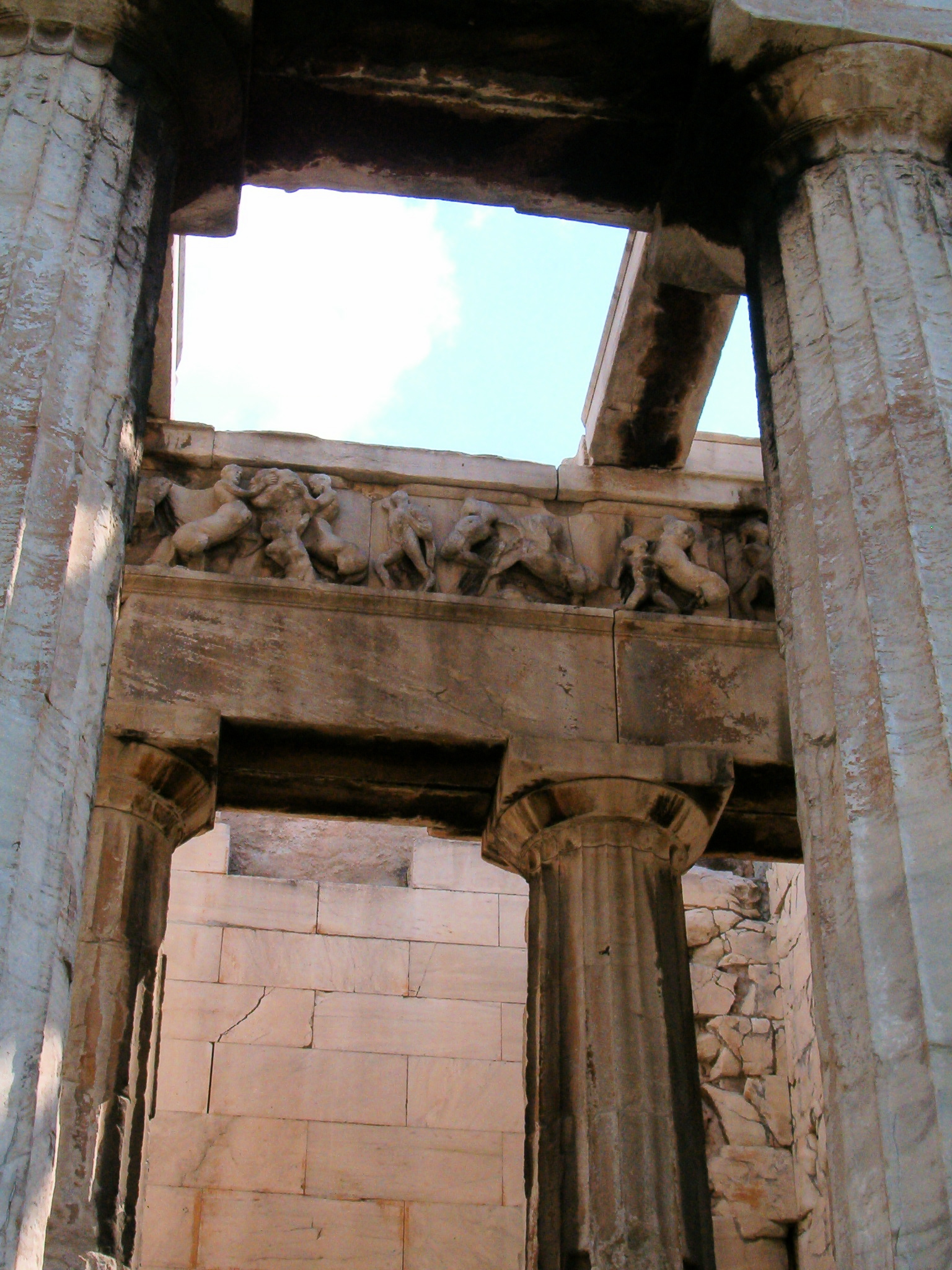
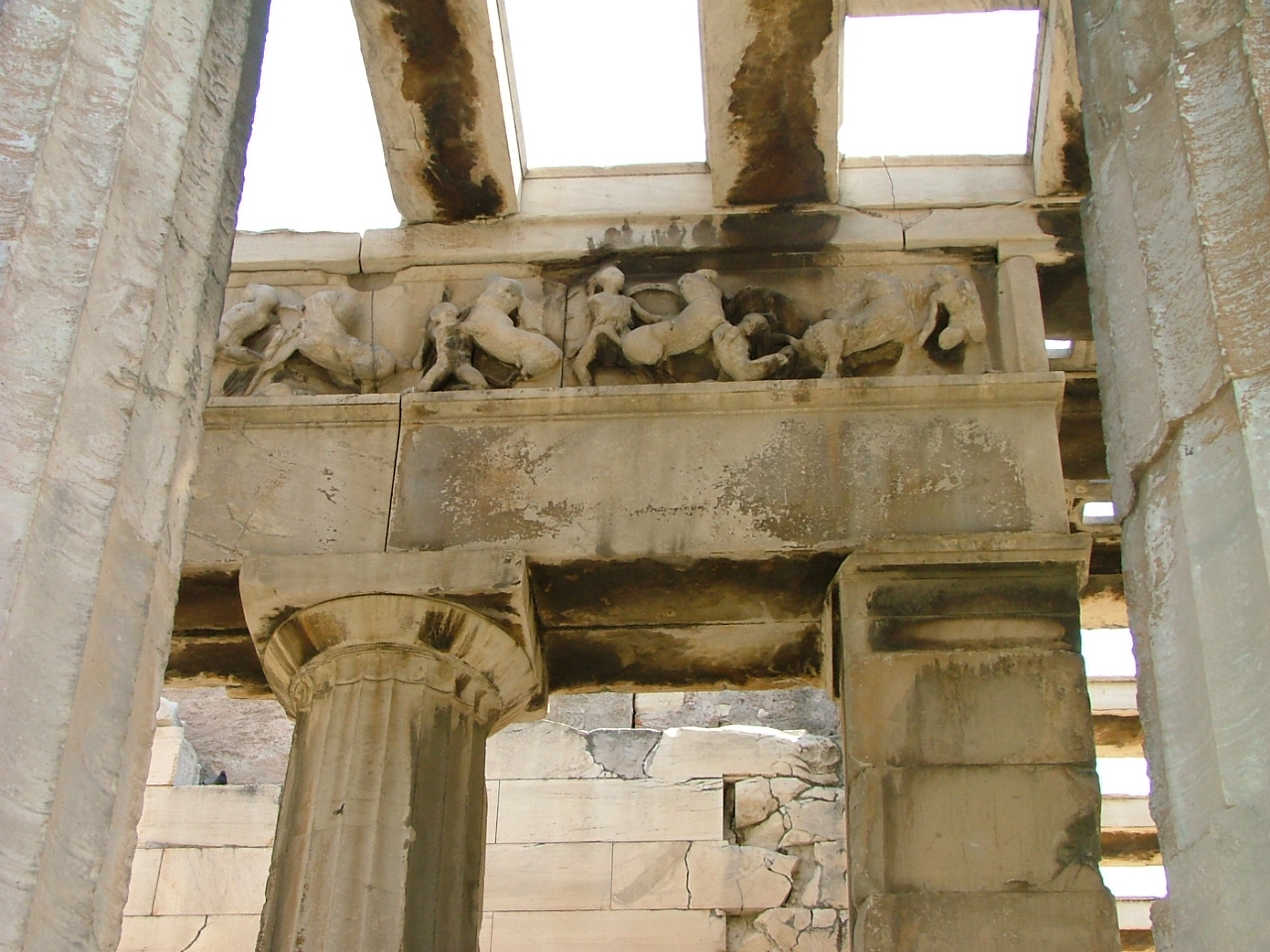
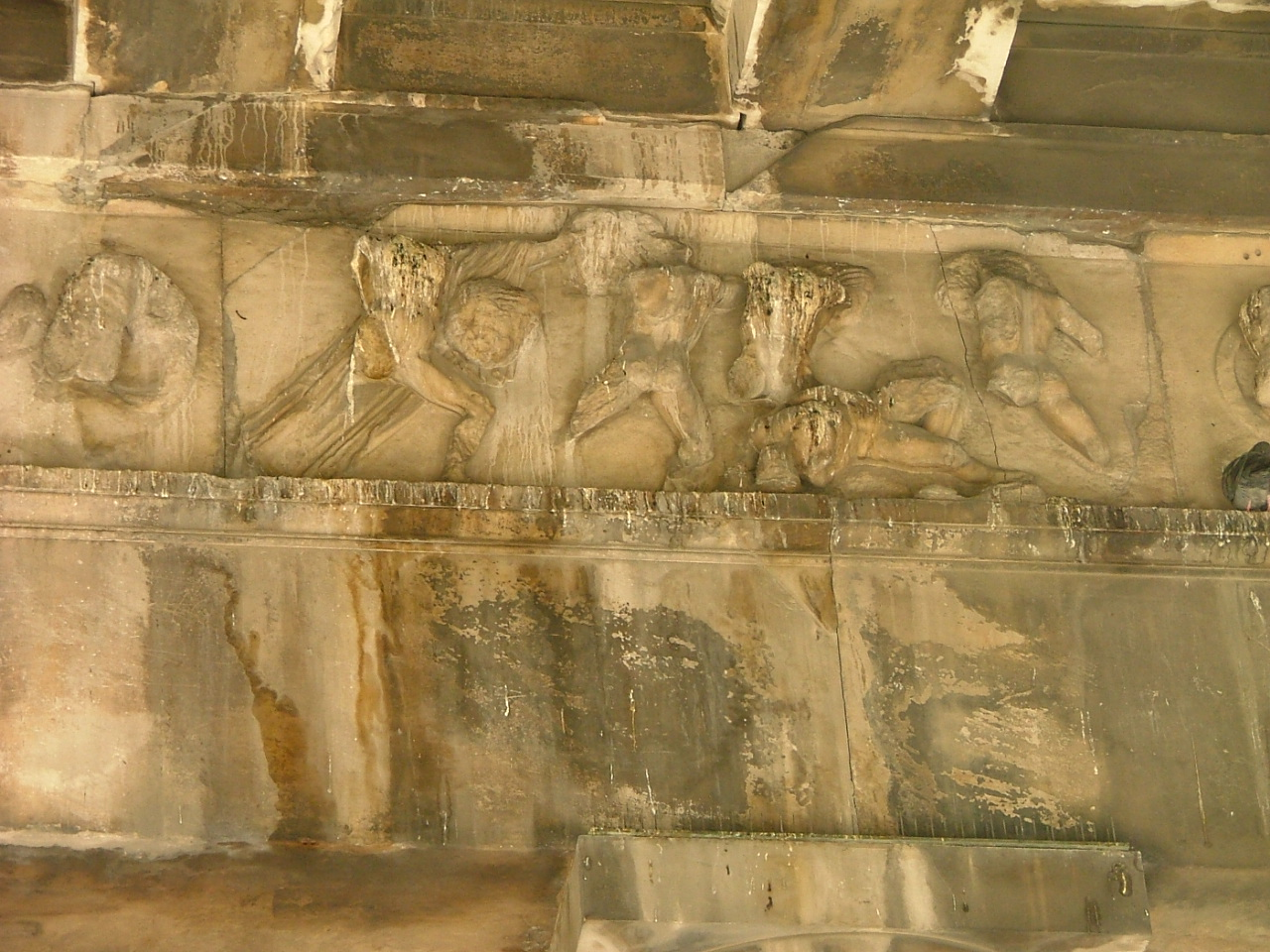
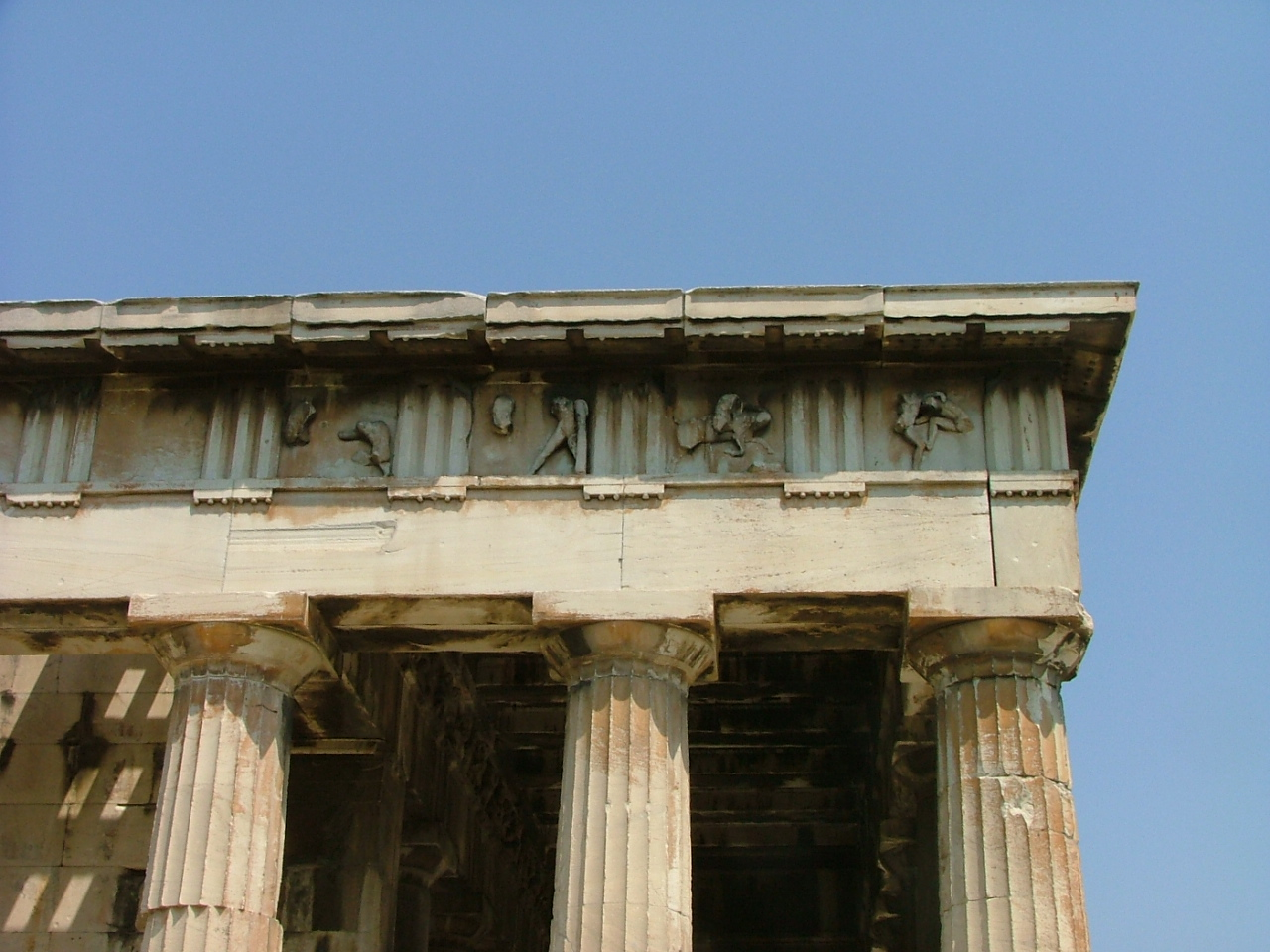
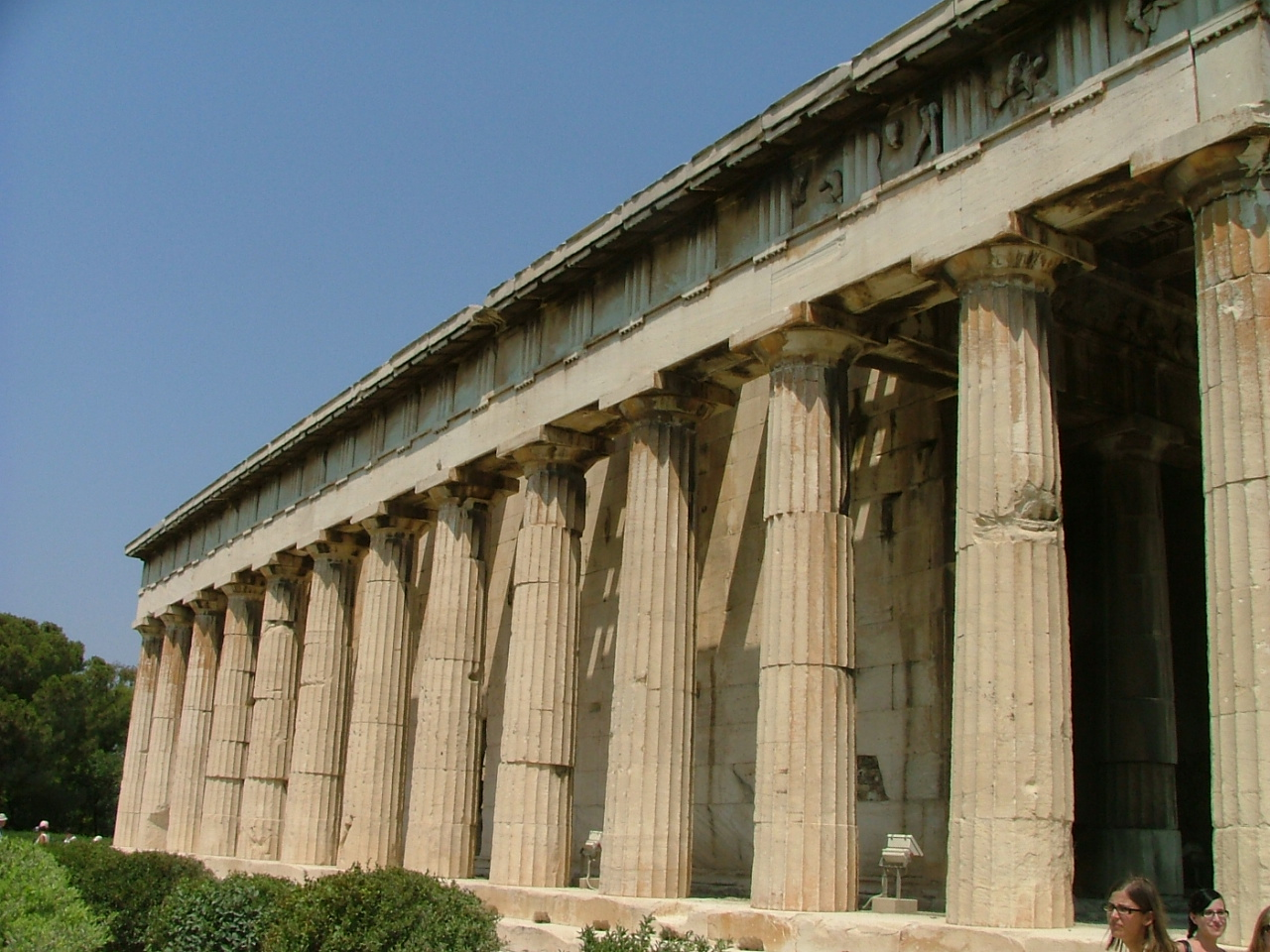